# 방준혁
방준혁(房俊爀, 본래 1969년 1월 음력 1968년 12월 23일 ~ )은 대한민국의 기업인이다.
- 2000년 넷마블을 설립하여 넷마블 대표와 CJ 인터넷 사업전략담당 사장, CJ E&M 게임부문 총괄상임고문을 역임하였고, 넷마블 이사회 의장이다.

2017년 상장 후 한국 10대 주식 부호로 등극하였다.

## 생애
- 1968년 서울특별시에서 태어났다.

1998년 인터넷영화사업을 시작했지만 실패했다.
1999년 위성인터넷 사업으로 재도전했지만 셋톱박스 등 기반시설을 구축하는 데 드는 비용을 감당하지 못해 또 실패했다.
이후 게임기업 아이팝소프트 사외이사가 되었다.
2000년 자본금 1억 원과 직원 8명으로 게임회사 넷마블을 설립했다.
2002년 부분유료화 과금방식을 한국 PC온라인게임 시장에 최초로 도입했고, 처음 도입된 게임은 '캐치마인드'였다.
2003년 넷마블 사업확대 자금을 마련하기 위해 상장기업이던 플래너스엔터테인먼트의 자회사로 편입했다.
이 때 넷마블의 이름은 ‘플래너스’로 바뀌었다.
2003년 5월 모회사인 플래너스엔터테인먼트 지분을 흡수했다.
이 결정으로 넷마블은 플래너스엔터테인먼트가 보유하고 있던 콘텐츠 기획과 생산, 마케팅 등에 대한 노하우를 고스란히 흡수할 수 있었다.
2004년 넷마블은 CJ그룹에 편입됐고 이름은 CJ인터넷으로 변경됐다.
방준혁은 이 대가로 800억 원에 이르는 주식 부자반열에 올랐고, 3년간 CJ인터넷 경영권을 보장받았다.
2006년 건강이 나빠져 CJ인터넷 사장에서 물러났다가 2011년 CJ E&M에 ‘총괄상임고문’으로 복귀했다.
2014년 CJ E&M이 CJ넷마블을 물적분할해 자회사인 CJ게임즈와 통합하면서 CJ넷마블 최대주주에 올랐다.
당시 중국 최대 게임기업인 텐센트에게 5억 달러에 이르는 투자를 유치하기도 했다.
2014년 10월 CJ넷마블의 이름을 넷마블게임즈로 바꾼 뒤 이사회 의장을 맡아 모바일게임에 주력하면서 넷마블게임즈를 연매출 1조 원 기업으로 키워냈다.
2017년 5월 17일 IPO로 2조 6,600억원의 자금을 증조달하였고, 시가총액 13조원을 돌파하였다. 2017년 연결기준으로 매출 2조2987억 원을 기록하며, 대한민국 게임업계 매출 1위에 올랐다.
2018년 2월 카카오게임즈와 게임사업 협력 및 제휴를 위해 500억 원을 투자해 지분 5.76%를 확보했다.
2018년 3월 30일 주주총회에서 기존 넷마블게임즈였던 회사명을 넷마블로 바꿨다.
2018년 4월 친척 동생인 방시혁 대표의 빅히트엔터테인먼트에 2014억 원을 투자하여 빅히트엔터테인먼트의 지분 25.71%를 확보하여 2대주주가 됐다.
2020년 2월 웅진코웨이 지분 25.08%를 1조 7400억 원에 인수하였고, 코웨이 이사회 의장으로 선임되었다.

## 경력
- 2000년 : 넷마블 설립
- 2000년 ~ 2003년 : 넷마블 대표
- 2003년 ~ 2004년 : 플레너스 사업전략담당 사장
- 2004년 ~ 2006년 : CJ 인터넷 사업전략담당 사장
- 2011년 ~ 2014년 : CJ E&M 게임부문 총괄상임고문
- 2014년 10월 ~ 2018년 3월 : 넷마블게임즈 이사회 의장
- 2017년 : 상반기 넷마블 상장(157,000원) 시가총액 13조 100억불 돌파 IPO
- 2017년 10월 19일 주가 173,000원 돌파 리니지 레볼루션(2016년 매출1,210억)
- 2017년 : 단일게임사상 첫 매출 1조원 돌파 예상
- 2018년 3월 ~ : 넷마블 이사회 의장
- 넷마블문화재단 이사장
- 2020년 2월 ~ : 코웨이 이사회 의장

## 상훈
- 2003년 골든브랜드 윤리경영대상
- 2005년 한국인터넷기업협회가 주관하는 올해의 인터넷기업대상에서 정보통신부장관상을 수상했다.
- 2015년 12월 15일 동탑산업훈장
- 2016년 3월 17일 '2015년도 고용창출 100대 우수기업'에 선정돼 청와대에서 박근혜 대통령에게 인증패를 받았다.
- 2017년 제26회 다산경영상 창업경영인부문상을 수상하였다.
- 2019년 제13회 EY 최우수 기업가상 마스터상을 수상하였다.